# Alessandro Puccini
Alessandro Puccini (Cascina, 1968. augusztus 28. –) olimpiai, világ- és Európa-bajnok olasz tőrvívó.